# 洛維特鎮區 (印地安納州詹寧斯縣)
洛維特鎮區（英語：Lovett Township）是位於美國印地安納州詹寧斯縣的一個行政鎮區。

## 地方資料
根據2010年美國人口普查的數據，洛維特鎮區的面積為76.50平方千米，當中陸地面積為76.30平方千米，而水域面積為0.20平方千米。當地共有人口1160人，而人口密度為每平方千米15.16人。